# Crémenes
Crémenes – gmina w Hiszpanii, w prowincji León, w Kastylii i León, o powierzchni 153,12 km². W 2011 roku gmina liczyła 614 mieszkańców.